# ロッカフェラ・レコード
ロッカフェラ・レコード（Roc-A-Fella Records）は、ジェイ・Zとデイモン・ダッシュ（Damon "Dame" Dash）、カリーム・バーク（Kareem "Biggs" Burke）によってニューヨークにて1994年に設立されたアメリカのヒップホップ、R&B、レゲエ、レゲトン系レーベル。

## 概要
最初はジェイ・Z、デイモン・ダッシュ、カリーム・バークの3人の親交から始まった。メンフィス・ブリーク（Memphis Bleek）、ソース・マネー（Sauce Money）、ジャズ・O（Jaz-O）、ダ・ランジャズ（Da Ranjahz）そしてプロデューサーのスキー（Ski）とDJクラーク・ケント（DJ Clark Kent）と、いち早く契約。「Team Roc」を結成。しかし長続きせず、ブリーク以外は志半ばで去っていく。
1998年、DJ・クルー（DJ Clue）のコンピレーション・アルバム『ザ・プロフェショナル』をリリース。
1999年、メンフィス・ブリークのファースト・アルバム『カミング・オブ・エイジ』リリース。ビッグ・L（Big L）と契約。
2000年、ビーニー・シーゲル（Beanie Sigel）のファースト・アルバム『ザ・トゥルース』をリリース。フリーウェイ、アミル（Amil）と契約。
2001年、ジャスト・ブレイズ（Just Blaze）、カニエ・ウェストの2人をプロデューサーとして契約。ジェイ・Zの『ザ・ブループリント』をリリース。
その後はM.O.P.、ディプロマッツのキャムロン、ウータン・クランのオール・ダーティー・バスタード等を迎え入れる。
2002年、ステイト・プロパティ（State Property）のファースト・アルバム『ステイト・プロパティ』、キャムロンのロッカフェラからのデビュー作『カム・ホーム・ウィズ・ミー』リリース。
2003年、フリーウェイのファースト・アルバム『フィラデルフィア・フリーウェイ』、ディプロマッツのファースト・アルバム『ディプロマティック・イミュニティ』、ジュエルズ・サンタナのファースト・アルバム『フロム・ミー・トゥ・U』をリリース。
ジェイ・Zは社長業に専念するためラッパー、MCの引退を表明。トゥイスタやタリブ・クウェリ等の大物と契約を結ぼうと画策するもサインにはいたらず。
2004年にはカニエ・ウェストが『ザ・カレッジ・ドロップアウト』でデビュー。レーベル立ち上げ以降、最もヒットしたアルバムおよび成功したアーティストとなる。ヤング・ガンズ（Young Gunz）のファースト・アルバム『タフ・ラヴ』リリース。
オール・ダーティー・バスタードの死去に伴い同レーベルからリリース予定だったアルバムのリリースが延期になる（曲の権利で親族ともめる）。フォクシー・ブラウン（Foxy Brown）と契約。
2005年、ジェイ・Zがデフ・ジャムの社長に就任し兼任。デイモン・ダッシュ、カリーム・バークがジェイ・Zとの不和で離脱し、デイモン・ダッシュはダム・ダッシュ・ミュージック・グループ（Dame Dash Music Group通称:DDMG）を立ち上げる。
2006年、R&Bシンガーのティアラ・マリー（Teairra Mari）、コリー・ガンズ（Cory Gunz）をスカウトして契約。キャムロンが離脱（その後、ジェイ・Zとのビーフに発展）。ジェイ・Zが『キングダム・カム』でシーンに復帰。
2008年、ジェイダキスと契約。
2009年、ジェイダキスのロッカフェラからのデビュー作『ザ・ラスト・キス』をリリース。

## 主な所属アーティスト
- ジェイ・Z（Jay-Z）
- カニエ・ウェスト（Kanye West）